# Selección de fútbol de las Islas Cook
La selección de fútbol de las Islas Cook es el equipo representativo del país en las competiciones oficiales. Su organización está a cargo de la Asociación de Fútbol de Islas Cook, perteneciente a la OFC y a la FIFA.
Su primer partido lo disputó en los Juegos del Pacífico Sur 1971. El seleccionado cookiano fue goleado 30-0 por Tahití, lo que representó la mayor goleada entre selecciones hasta que Australia venció 31-0 a Samoa Americana en 2001. Desde entonces, obtuvo en dos ocasiones el subcampeonato en la Copa Polinesia, por lo que llegó a disputar las ediciones 1998 y 2000 de la Copa de las Naciones de la OFC.

## Historia

### Inicios (1971-1995)
A pesar de ausentarse en las primeras tres ediciones de los Juegos del Pacífico Sur, la aproximación geográfica de las Islas Cook con la Polinesia Francesa, sede de Papeete 1971, le permitió a la selección cookiana tomar parte del torneo. En la primera fase fue derrotado 16-1 por Papúa Nueva Guinea y 30-0 por Tahití, mientras que en el encuentro por la quinta colocación, cayó ante Fiyi 15-1.
Volvió a disputar un partido recién en 1995 cuando el mismo paradigma geográfico lo llevó a jugar los Juegos del Pacífico Sur. Durante el torneo obtuvo su primer triunfo, un 2-1 sobre Wallis y Futuna, pero perdió estrepitosamente sus otros cuatro enfrentamientos.

### Las dos Copa de las Naciones de la OFC (1996-2001)
Aunque no jugó la primera edición de la Copa Polinesia en 1994, obtuvo el subcampeonato en el torneo de 1998 y por ende, la clasificación a la Copa de las Naciones de la OFC de ese año. Perdió sus dos encuentros en la fase de grupos, 16-0 ante Australia y 3-0 contra Fiyi.
Dos años después repitió el segundo lugar en el torneo polinesio de 2000, por lo que afrontó nuevamente el campeonato oceánico. Volvió a enfrentar al seleccionado australiano, que lo vapuleó por 17-0, mientras que el otro partido fue derrota por 5-1 ante las Islas Salomón.

### Declive (2002-2015)
Luego de no participar en las eliminatorias a la Copa de las Naciones de la OFC 2002 ni en los Juegos del Pacífico Sur 2003, perdió todos sus partidos en la clasificación al torneo oceánico de 2004.
Regresó a los Juegos del Pacífico en Apia 2007 donde solo pudo vencer a Tuvalu por 4-1. Cuatro años después, en Numea 2011, derrotó 3-0 a Kiribati, pero perdió sus otros tres encuentros; mientras que en la clasificación para la Copa de las Naciones de la OFC 2012 empató con Samoa Americana y cayó ante Samoa y Tonga.
En las eliminatorias para el torneo continental de 2016 venció 3-1 al elenco tongano y 1-0 al samoano, pero cayó en el último partido frente a Samoa Americana por 2-0, lo que relegó a las Islas Cook al tercer lugar, superado por diferencia de goles por ambas Samoas.

### El ansiado regreso (2022 - presente)
Islas Cook después de su participación en el torneo clasificatorio para Rusia 2018 que a su vez también era válido para clasificar a la Copa de las Naciones 2016, no tuvo actividad por casi 7 años (Desde Septiembre de 2015 hasta Marzo de 2022).
Sin embargo, el equipo volvió para la Clasificación a la Copa Mundial de 2022 que se realizó en Catar debido a la dificultad de realizar la eliminatoria en el continente oceánico, en dicha clasificatoria solo pudo disputar un partido ante las Islas Salomón que culminó con derrota de 2-0, posteriormente le correspondía jugar ante Tahití y Vanuatu (este último se había retirado de la competencia), pero el brote de Covid-19 en el equipo cookiano fue factor para que el equipo se retira de la pelea por entrar al mundial, no obstante el juego antes las Islas Salomón le permitió aparecer en el Ranking de la FIFA, tras tres años de no estar en el listado de selecciones.
En 2023, el equipo encaro dos amistosos previos ante Tahití antes de disputar los Juegos del Pacífico 2023, los resultados de los amistosos fueron derrotas por 9-1 y 3-0.
En el torneo del pacífico, Islas Cook arranco derrotando a Tonga por 2-1, mientras que en su segundo y último partido de fase de grupos perdió ante Nueva Caledonia por 8-0, sin embargo el equipo avanzó en la ronda para el quinto lugar del torneo, pero estos se retiraron.

## Estadísticas

### Copa Mundial de Fútbol
| Copa Mundial de Fútbol | Copa Mundial de Fútbol  | Copa Mundial de Fútbol  | Copa Mundial de Fútbol  | Copa Mundial de Fútbol  | Copa Mundial de Fútbol  | Copa Mundial de Fútbol  | Copa Mundial de Fútbol  |
| Año                    | Ronda                   | J                       | G                       | E                       | P                       | GF                      | GC                      |
| ---------------------- | ----------------------- | ----------------------- | ----------------------- | ----------------------- | ----------------------- | ----------------------- | ----------------------- |
| 1930 - 1970            | No existía la selección | No existía la selección | No existía la selección | No existía la selección | No existía la selección | No existía la selección | No existía la selección |
| 1974 - 1994            | No participó            | No participó            | No participó            | No participó            | No participó            | No participó            | No participó            |
| 1998                   | No clasificó            | No clasificó            | No clasificó            | No clasificó            | No clasificó            | No clasificó            | No clasificó            |
| 2002                   | No clasificó            | No clasificó            | No clasificó            | No clasificó            | No clasificó            | No clasificó            | No clasificó            |
| 2006                   | No clasificó            | No clasificó            | No clasificó            | No clasificó            | No clasificó            | No clasificó            | No clasificó            |
| 2010                   | No clasificó            | No clasificó            | No clasificó            | No clasificó            | No clasificó            | No clasificó            | No clasificó            |
| 2014                   | No clasificó            | No clasificó            | No clasificó            | No clasificó            | No clasificó            | No clasificó            | No clasificó            |
| 2018                   | No clasificó            | No clasificó            | No clasificó            | No clasificó            | No clasificó            | No clasificó            | No clasificó            |
| 2022                   | No clasificó            | No clasificó            | No clasificó            | No clasificó            | No clasificó            | No clasificó            | No clasificó            |
| 2026                   | No clasificó            | No clasificó            | No clasificó            | No clasificó            | No clasificó            | No clasificó            | No clasificó            |
| 2030                   | Por disputarse          | Por disputarse          | Por disputarse          | Por disputarse          | Por disputarse          | Por disputarse          | Por disputarse          |
| 2034                   | Por disputarse          | Por disputarse          | Por disputarse          | Por disputarse          | Por disputarse          | Por disputarse          | Por disputarse          |
| Total                  | 0/23                    | -                       | -                       | -                       | -                       | -                       | -                       |

### Copa de las Naciones de la OFC
| Copa de las Naciones de la OFC | Copa de las Naciones de la OFC | Copa de las Naciones de la OFC | Copa de las Naciones de la OFC | Copa de las Naciones de la OFC | Copa de las Naciones de la OFC | Copa de las Naciones de la OFC | Copa de las Naciones de la OFC |
| Año                            | Ronda                          | J                              | G                              | E                              | P                              | GF                             | GC                             |
| ------------------------------ | ------------------------------ | ------------------------------ | ------------------------------ | ------------------------------ | ------------------------------ | ------------------------------ | ------------------------------ |
| 1973                           | No clasificó                   | No clasificó                   | No clasificó                   | No clasificó                   | No clasificó                   | No clasificó                   | No clasificó                   |
| 1980                           | No clasificó                   | No clasificó                   | No clasificó                   | No clasificó                   | No clasificó                   | No clasificó                   | No clasificó                   |
| 1996                           | No clasificó                   | No clasificó                   | No clasificó                   | No clasificó                   | No clasificó                   | No clasificó                   | No clasificó                   |
| 1998                           | Primera ronda                  | 2                              | 0                              | 0                              | 2                              | 0                              | 19                             |
| 2000                           | Primera ronda                  | 2                              | 0                              | 0                              | 2                              | 1                              | 22                             |
| 2002                           | No participó                   | No participó                   | No participó                   | No participó                   | No participó                   | No participó                   | No participó                   |
| 2004                           | No clasificó                   | No clasificó                   | No clasificó                   | No clasificó                   | No clasificó                   | No clasificó                   | No clasificó                   |
| 2008                           | No clasificó                   | No clasificó                   | No clasificó                   | No clasificó                   | No clasificó                   | No clasificó                   | No clasificó                   |
| 2012                           | No clasificó                   | No clasificó                   | No clasificó                   | No clasificó                   | No clasificó                   | No clasificó                   | No clasificó                   |
| 2016                           | No clasificó                   | No clasificó                   | No clasificó                   | No clasificó                   | No clasificó                   | No clasificó                   | No clasificó                   |
| 2020                           | Cancelado                      | Cancelado                      | Cancelado                      | Cancelado                      | Cancelado                      | Cancelado                      | Cancelado                      |
| 2024                           | No clasificó                   | No clasificó                   | No clasificó                   | No clasificó                   | No clasificó                   | No clasificó                   | No clasificó                   |
| Total                          | 2/11                           | 4                              | 0                              | 0                              | 4                              | 1                              | 41                             |

## Otros torneos

### Fútbol en los Juegos del Pacífico
| Fútbol en los Juegos del Pacífico | Fútbol en los Juegos del Pacífico | Fútbol en los Juegos del Pacífico | Fútbol en los Juegos del Pacífico | Fútbol en los Juegos del Pacífico | Fútbol en los Juegos del Pacífico | Fútbol en los Juegos del Pacífico | Fútbol en los Juegos del Pacífico |
| Año                               | Ronda                             | J                                 | G                                 | E                                 | P                                 | GF                                | GC                                |
| --------------------------------- | --------------------------------- | --------------------------------- | --------------------------------- | --------------------------------- | --------------------------------- | --------------------------------- | --------------------------------- |
| 1963 - 1969                       | No existía la selección           | No existía la selección           | No existía la selección           | No existía la selección           | No existía la selección           | No existía la selección           | No existía la selección           |
| 1971                              | Sexto lugar                       | 3                                 | 0                                 | 0                                 | 3                                 | 2                                 | 51                                |
| 1975                              | No participó                      | No participó                      | No participó                      | No participó                      | No participó                      | No participó                      | No participó                      |
| 1979                              | No participó                      | No participó                      | No participó                      | No participó                      | No participó                      | No participó                      | No participó                      |
| 1983                              | No participó                      | No participó                      | No participó                      | No participó                      | No participó                      | No participó                      | No participó                      |
| 1987                              | No participó                      | No participó                      | No participó                      | No participó                      | No participó                      | No participó                      | No participó                      |
| 1991                              | No participó                      | No participó                      | No participó                      | No participó                      | No participó                      | No participó                      | No participó                      |
| 1995                              | Primera ronda                     | 4                                 | 1                                 | 0                                 | 3                                 | 2                                 | 37                                |
| 2003                              | No participó                      | No participó                      | No participó                      | No participó                      | No participó                      | No participó                      | No participó                      |
| 2007                              | Primera ronda                     | 4                                 | 1                                 | 0                                 | 3                                 | 4                                 | 9                                 |
| 2011                              | Primera ronda                     | 4                                 | 1                                 | 0                                 | 3                                 | 4                                 | 15                                |
| 2015                              | Disputado por selecciones sub-23  | Disputado por selecciones sub-23  | Disputado por selecciones sub-23  | Disputado por selecciones sub-23  | Disputado por selecciones sub-23  | Disputado por selecciones sub-23  | Disputado por selecciones sub-23  |
| 2019                              | No participó                      | No participó                      | No participó                      | No participó                      | No participó                      | No participó                      | No participó                      |
| 2023                              | Octavo lugar                      | 4                                 | 1                                 | 0                                 | 3                                 | 2                                 | 15                                |
| Total                             | 5/16                              | 19                                | 4                                 | 0                                 | 15                                | 14                                | 127                               |

### Copa Polinesia
| Copa Polinesia | Copa Polinesia | Copa Polinesia | Copa Polinesia | Copa Polinesia | Copa Polinesia | Copa Polinesia | Copa Polinesia |
| Año            | Ronda          | J              | G              | E              | P              | GF             | GC             |
| -------------- | -------------- | -------------- | -------------- | -------------- | -------------- | -------------- | -------------- |
| 1994           | No participó   | No participó   | No participó   | No participó   | No participó   | No participó   | No participó   |
| 1998           | Subcampeón     | 4              | 2              | 1              | 1              | 8              | 11             |
| 2000           | Subcampeón     | 4              | 3              | 0              | 1              | 8              | 5              |
| Total          | 2/3            | 8              | 5              | 1              | 2              | 16             | 16             |

## Últimos partidos y próximos encuentros
Actualizado al último partido jugado el 8 de septiembre de 2024
| Fecha      | Ciudad    | Local           | Resultado | Visitante  | Competición                     |
| ---------- | --------- | --------------- | --------- | ---------- | ------------------------------- |
| 17-03-2022 | Doha      | Islas Salomón   | 2:0       | Islas Cook | Clasificación Mundial FIFA 2022 |
| 29-08-2023 | Papeete   | Tahití          | 9:1       | Islas Cook | Partido amistoso                |
| 01-09-2023 | Papeete   | Tahití          | 3:0       | Islas Cook | Partido amistoso                |
| 21-11-2023 | Honiara   | Islas Cook      | 2:1       | Tonga      | Juegos del Pacífico 2023        |
| 24-11-2023 | Honiara   | Nueva Caledonia | 8:0       | Islas Cook | Juegos del Pacífico 2023        |
| 27-11-2023 | Honiara   | Papúa N. Guinea | 3:0       | Islas Cook | Juegos del Pacífico 2023        |
| 30-11-2023 | Honiara   | Samoa           | 3:0       | Islas Cook | Juegos del Pacífico 2023        |
| 23-03-2024 | Nukualofa | Islas Cook      | 0:1       | Samoa      | Clas. Copa Naciones OFC 2024    |
| 26-03-2024 | Nukualofa | Tonga           | 0:1       | Islas Cook | Clas. Copa Naciones OFC 2024    |
| 05-09-2024 | Apia      | Islas Cook      | 1:3       | Tonga      | Clasificación Mundial FIFA 2026 |
| 08-09-2024 | Apia      | Samoa Americana | 2:1       | Islas Cook | Partido amistoso                |

## Futbolistas
El jugador que más veces representó a las Islas Cook fue Tony Jamieson. Durante su carrera llegó a jugar en clubes de Fiyi y Nueva Zelanda, además de que fue el arquero titular en las dos participaciones del seleccionado cookiano en la Copa de las Naciones de la OFC. El mayor goleador es Taylor Saghabi.

### Equipo 2024
| No. | Pos. | Jugador                 | Fecha de nacimiento (edad)         | Apa. | Goles | Club                     |
| --- | ---- | ----------------------- | ---------------------------------- | ---- | ----- | ------------------------ |
| 1   | POR  | Tahiri Elikana          | 14 de septiembre de 1988 (36 años) | 12   | 0     | Nikao Sokattak           |
| 20  | POR  | Ngereine Maro           | 20 de marzo de 2005 (20 años)      | 2    | 0     | Western Suburbs          |
|     |      |                         |                                    |      |       |                          |
| 2   | DEF  | Sunai Joseph            | 20 de febrero de 1998 (27 años)    | 4    | 0     | Tupapa Maraerenga        |
| 4   | DEF  | Jarves Aperau           | 21 de noviembre de 1997 (27 años)  | 1    | 0     | Puaikura                 |
| 7   | DEF  | Paavo Mustonen          | 10 de noviembre de 1989 (35 años)  | 15   | 0     | Tupapa Maraerenga        |
| 8   | DEF  | Orin Ruaine-Prattley    | 3 de noviembre de 1997 (27 años)   | 5    | 0     | Brooklyn Northern United |
| 15  | DEF  | Avi Enoka               | 1 de noviembre de 2001 (23 años)   | 4    | 0     | Tupapa Maraerenga        |
| 16  | DEF  | Nuku Mokoroa            | 15 de mayo de 2004 (21 años)       | 0    | 0     | Nikao Sokattak           |
| 19  | DEF  | Dwayne Tiputoa          | 8 de diciembre de 1997 (27 años)   | 5    | 1     | Tupapa Maraerenga        |
|     |      |                         |                                    |      |       |                          |
| 5   | MED  | Alex McGregor           | 27 de agosto de 1989 (35 años)     | 4    | 0     | Central United           |
| 10  | MED  | Grover Harmon           | 9 de agosto de 1989 (35 años)      | 14   | 1     | Tupapa Maraerenga        |
| 12  | MED  | Akiona Tairi            | 16 de mayo de 1990 (35 años)       | 4    | 0     | Titikaveka               |
| 13  | MED  | Tremaine Rimene-Albrett | 1 de enero de 2002 (23 años)       | 2    | 1     | Douglas Villa            |
| 18  | MED  | Lee Harmon Jr.          | 23 de octubre de 2001 (23 años)    | 5    | 0     | Tupapa Maraerenga        |
|     |      |                         |                                    |      |       |                          |
| 3   | DEL  | Siaosi Kaufononga       | 20 de febrero de 1995 (30 años)    | 2    | 0     | Tupapa Maraerenga        |
| 9   | DEL  | Daniel Taokia           | 22 de diciembre de 1998 (26 años)  | 4    | 0     | Tupapa Maraerenga        |
| 11  | DEL  | Taylor Saghabi          | 25 de diciembre de 1990 (34 años)  | 15   | 6     | Tupapa Maraerenga        |
| 14  | DEL  | Dalziel Beal            | 26 de abril de 2005 (20 años)      | 4    | 0     | Matavera                 |

## Entrenadores
- Alex Napa (1996–1998)[4][5]
- Alan Taylor (2000–2001)[6][7]
- Tim Jerks (2004–2010)[8][9][10][11]
- Maurice Tillotson (2011)[12][13]
- Shane Rufer (2011)[13]
- Paul Farrell-Turepu (2011–2013)
- Tuka Tisam (2013-2015)
- Drew Sherman (2015-2017)[14][15][16]
- Kevin Fallon (2018-2022)[17]
- Alan Taylor (2022-2023)[18]
- Jess Ibrom (2023-2024)[19]
- Tuka Tisam (2024-presente)[1]

## Uniformes anteriores
| 1995 Local | 1995 Visita | 2001 Local | 2007 Local | 2007 Visita | 2011 Local | 2015 Local | 2015 Visita |

| 2022 Local | 2022 Visita |

Fuentes:

## Palmarés
- Copa Polinesia:
  -  Subcampeón (2): 1998 y 2000